# اصلاح سطح مواد

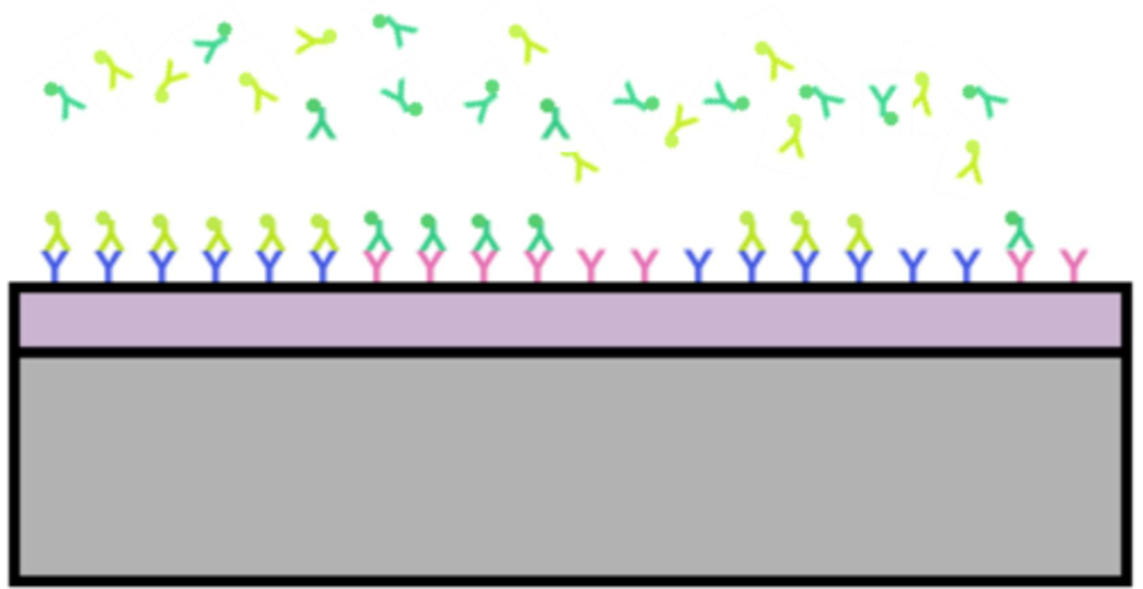
اصلاح سطح مواد توسط پروتئین‌ها

اصلاح سطح مواد (به انگلیسی: Surface modification) به تغییر ویژگی‌های سطح یک ماده با هدف تأثیر گذاشتن بر خواص مختلف مورد نظر یا به عبارتی روشی مناسب برای مهندسی عملکرد زیستی در فصل مشترک ماده و بافت است تا پاسخ‌های بیولوژیکی بدون تغییر خواص بالک ماده تنظیم و تعدیل شوند.
طی مطالعات بررسی شده ثابت شد که ساخت زیست مواد با خصوصیات سطحی مناسب با اصلاح سطح مواد هزینه‌های سنگین تر و زمان طولانی برای توسعه مواد را برطرف می‌کند.
لازم به ذکر است که اصلاح مواد را می توان با روش های متفاوت با هدف ایجاد طیف گسترده ای از ویژگی های سطح انجام داد که شامل زبری سطح، انرژی سطح ، زیست‌سازگاری، آب دوستی، بار سطحی و همچنین واکنش‌پذیری می باشد.

## روش‌های رایج اصلاح سطح زیست مواد
روش‌های مختلفی برای اصلاح سطح زیست مواد وجود دارد که شامل موارد زیر است:
- گرفت کردن با تشعشع
- پلاسما
- فرایند لایه نشانی یونی
- سایلنیزه کردن
- لایه نشانی مولکولی لانگمویر بلاجت
- روش تک لایه‌های خود ساخته
- افزودنی‌های تغییر دهنده سطح
- آبکاری‌های تبدیلی
- لیزر

انتخاب یکی از این روش‌ها به جنس ماده و خواص مورد مطلوب بر می‌گردد.

### گرفت کردن با تشعشع
گرفت کردن با تشعشع هم یک روش نشاندن مولکول‌های فعال در سطح زیست مواد است. انرژی این روش در حدی است که استریل کردن سطح زیست مواد هم حاصل می‌شود. پرتو گاما، فرابنفش و تابش الکترونی در این روش بکار می‌روند. القای پیوند عرضی با تشعشع از روش‌هایی است که با آن می‌توان شکل و ترکیب هیدروژل‌ها را تعیین کرد. فتو پلیمریزاسیون با نور یا UV می‌تواند عامل پیوند عرضی در محل کاربرد باشد که شکل دلخواه را در ناحیه مورد استفاده به ما بدهد.

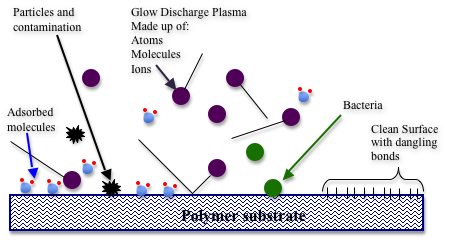
اصلاح سطح پلاسما به صورت شماتیک در بستر پلیمری

### فرایند پلاسما
در این روش از یک جریان پر انرژی پلاسما استفاده می‌کنند. بدین صورت که یک لوله کوارتزی تخلیه شده و آن را با گاز فشار کم پر می‌کنند. سپس در مرحله بعد به گاز مزبور با مایکروویو یا رادیو فرکانس با جریان مستقیم یا متناوب انرژی داده می‌شود. ذرات انرژی دار ایجاد شده در طی این فرایند پلاسما شامل یون‌ها، رادیکال‌ها، الکترون‌ها، متا استیبل‌ها و همچنین فوتون‌های با موج کوتاه می‌باشد. این ذرات انرژی دار ایجاد شده که به عنوان حاملان انرژی هستند در سطوح ماده از طرق مختلف فیزیکی و شیمیایی پراکنده می‌شوند و تغییرات سطحی مورد نظر را ایجاد می‌کنند. این روش می‌تواند در بیو مواد کاشتنی با اشکال مختلف و پیچیده نیز بکار روند. علاوه بر ویژگی ذکر شده فرایند سطحی پلاسما به دلیل تولید گونه‌های فعال، پلاسما را نسبت به سایر روش‌ها مزیت می‌بخشد. البته این روش هزینه بالایی داشته و شیمی سطحی که ایجاد می‌کند نیز کاملاً یکدست نیست.

### فرایند لایه نشانی یونی
در روش کاشت یون‌ها یا نشاندن به کمک یون‌ها سطح ماده می‌تواند دچار تغییرات مطلوب شود. در این روش از یک جریان یونی با انرژی حدوداً ۱ تا ۱۰ میلیون الکترون ولت به سطح مورد نظر منتقل می‌دهند. تغییرات سطحی که در طی این جریان یونی ایجاد می‌شود شامل تغییر در سختی، روانسازی، تافنس شکست، مقاومت به خوردگی و همچنین هدایت و واکنش زیستی می‌باشد. مزیتی که این روش دارد این است که می‌توان بدون تغییر در توده ماده به‌صورت انتخابی سطح ماده مورد نظر را آماده‌سازی کرد. این روش هم مثل روش پلاسما روشی گران‌قیمت بوده و با عمق نفوذ کم است.
فرایند لایه نشانی یونی همچنین جزء روش لایه نشانی در خلاء می‌باشد که لایه نشانی فیزیکی بخار را با بمباران جریان یونی همراه کرده‌است. طی مطالعات انجام گرفته این روش در ایجاد پوشش‌های هیدروکسی آپاتیتی، لایه‌های سیانیدی و همچنین لایه‌های کربنی شبه الماس کاربرد داشته‌است.
یک نوع دیگر از فرایند لایه نشانی یونی که (ION BEAM TRIMMING(IBT نام دارد، در این روش با استفاده از پرتو یونی کوچک باردار مثبت به عنوان مثال آرگون؛ اشکال میکرو و ماکرو روی سطح زیست مواد برای بهبود خاصیت زیست سازگاری ایجاد می‌شود.

### سایلنیزه کردن
یک روش پوشش کووالانسی برای اصلاح سطوح مواد که غنی از گروه‌های هیدروکسیل یا آمین مانند هیدروکسی آپاتیت، تیتانیوم و بسیاری از سطوح اکسید فلزی دیگر را شامل می‌شود. اتصال مولکول‌های سیلیکونی بر روی سطوح فلزی به این دلیل رخ می‌دهد که گروه‌ها هیدروکسیل در سطوح فلزی می‌توانند پیوسته به اتم‌های سیلیسیم پیوند دهند. همچنین سطح سیلان شده را می‌توان با پیوند بیشتر به راحتی اصلاح کرد. سطوحی چون شیشه، سیلیکا، ژرمانیوم، آلومینیوم و کوارتز و بسیاری از اکسیدهای فلزی دیگر غنی از گروه‌های هیدروکسیل هستند، سایلن‌ها برای تغییر این سطوح مناسب می‌باشند.

### لایه نشانی مولکولی لانگمویر بلاجت
یکی از معمول‌ترین روش‌های ساخت لایه‌های نازک آلی می‌باشد. در این روش سطح ماده با یک لایه یک دست پوشانده می‌شود. این تک لایه‌ها اساساً در فصل مشترک بین و گاز تشکیل می‌شوند. هر یک از مولکول‌های این سطح دارای یک سر قطبی و یک ناحیه غیر قطبی می‌باشند از جمله مزایای روش لانگمویر بلاجت می‌توان به کنترل دقیق ضخامت تک لایه ای که بین فصل مشترک گاز و جامد، رسوب یکنواخت تک لایه در یک ناحیه ای بزرگ، نظم ساختاری بسیار خوب در یک ناحیه وسیع و همچنین امکان ساختن ساختارهایی شامل چندین لایه و هر کدام از جنس متفاوت را شامل می‌شود.

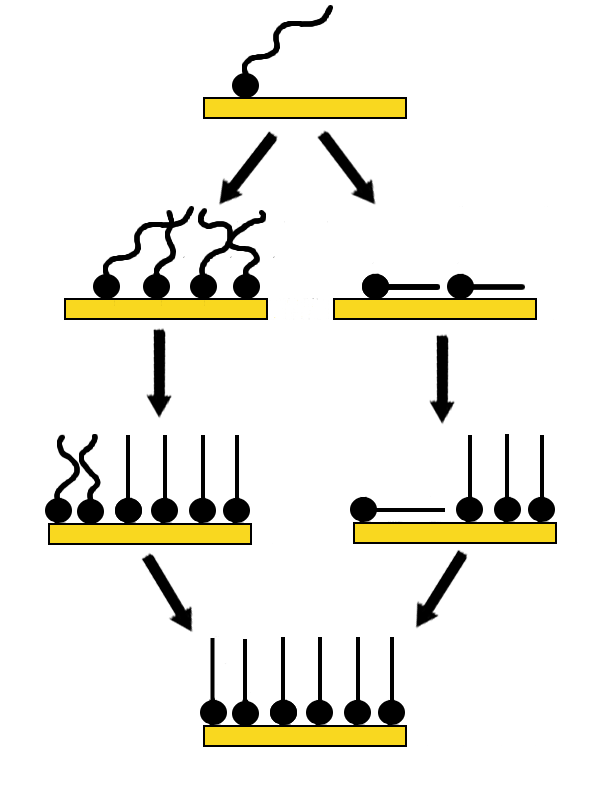
روش تک لایه هاي خودساخته

### روش تک لایه‌های خود ساخته
روش تک لایه‌های خود ساخته روشی است که در آن سیستم بی نظمی از اجزای موجود، یک ساختار یا الگوی سازمان یافته را به عنوان یک نتیجه از فعل و انفعالات خاص و محلی میان خود اجزا، بدون جهت خارجی تشکیل می‌دهد. در روش تک لایه‌های خود ساخته، پوشش‌ها به صورت خود به خود در قالب کریستال‌های دو بعدی منظم روی برخی زیست مواد در محیط‌های انتخابی ایجاد می‌شوند.
روش خود ساخته را می‌توان به دو صورت پویا و استاتیک تقسیم‌بندی کرد. روش خود ساخته پویا، زمانی اتفاق می‌افتد که تشکیل یک حالت تعادل منظم نیاز به اتلاف انرژی داشته باشد. بعبارت دیگر، فعل و انفعالات مربوط به تشکیل الگوها بین اجزاء فقط با کاهش انرژی سیستم رخ می‌دهند. با این حال، در روش خود ساخته ایستا، حالت نظم یافته با نزدیک شدن سیستم به حالت تعادل، باعث کاهش انرژی آزاد آن می‌شود.

### افزودنی‌های تغییر دهنده سطح
افزودنی‌های تغییر دهنده سطح در درصدهای بسیار کم به صورت افزودنی هنگام ساخت ماده اضافه می‌شوند و خود به خود در سطح پدیدار می‌گردند.

### آبکاری‌های تبدیلی
پوشش‌های تغییر دهنده سطح، سطح فلزات را به یک لایه تراکم غنی از اکسید تبدیل می‌کنند که به کمک حفاظت در برابر خوردگی می‌آیند و چسبندگی و گاهی روانسازی سطح را تسهیل می‌کنند. مثلاً در پوشش پارازایلیلن (پاریلن) در تغییر سطوح جایگاهی ویژه دارد و به‌طور مکرر در لایه‌های نازک پوشش دهنده سطح استفاده می‌شود.

### لیزر
پرتو دهی به‌طور گسترده در علوم بیومواد برای اصلاح سطح، استریلیزاسیون و بهبود خصوصیات حجمی به کاربرده می‌شود. پرتودهی تکنیک ساده ای است که کنترل مولکول‌های زیست فعال روی سطح پلیمر و ایجاد اتصالات عرضی را امکان‌پذیر می‌سازد و کاربرد بیوپزشکی آن‌ها را افزایش می‌دهد. یکی از روش‌های پرتودهی کاربرد پرتو لیزر می‌باشد. لیزر دارای خواص منحصر به فرد در اصلاح سطح است و نسبت به روش‌های شیمیایی و فیزیکی مزایایی دارد. به عنوان مثال اصلاح دقیق مکان‌های خاصی در سطح که با روش‌های شیمیایی مشکل است با این روش میسر می‌شود. سطوح اصلاح شده با این روش عاری از آلودگی هستند و از همه مهم‌تر اینکه خواص توده ماده دست نخورده باقی می‌ماند؛ بنابراین با توجه به کاربرد روزافزون آماده‌سازی‌های سطوح با هدف ایجاد موادی که همزمان دارای خواص توده ای و سطحی مناسب باشند، لیزر نیز در این مسیر توانسته‌است نقش مناسبی ایفا کند.
همان‌طور که قبلاً بیان شده‌است، ویژگی‌های سطحی می‌توانند تأثیر زیادی در عملکرد آن‌ها در طول استفاده در شرایط درون تنی و برون تنی داشته باشند. اصلاح سطح کنترل شده می‌تواند یکپارچگی استخوان را بهبود بخشد و همچنین باعث کاهش چسبندگی باکتری‌ها به ایمپلنت‌های استخوانی و دندانی شود. به عنوان مثال اصلاح سطح زیرکونیا به‌صورت کنترل شده با پلی دوپامین طی مطالعات انجام شد که سبب افزایش تر شوندگی سطح و در طی آن یکپارچگی بافت نرم اطراف ایمپلنت ایمپلنت را تقویت می‌کند و پاسخ‌های التهابی را کاهش می‌دهد.

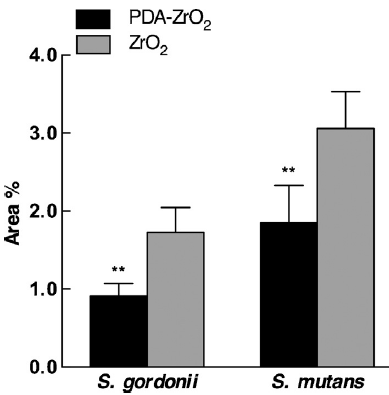
اصلاح سطح کنترل شده زیرکونیا با پلی دوپامین و کاهش چسبندگی باکتریای

با این حال، با استفاده از روش‌های معمول، نمی‌توان نانو و میکرو بافت‌های کنترل شده را به راحتی در بیو سرامیک‌ها که سخت و شکننده هستند، بدست آورد. عملیات لیزر جایگزینی امیدوار کننده برای ساخت بافت‌های سطحی در بیو سرامیک‌ها بر اساس مکانیسم‌های فرسایش فتوترمال و فتو شیمیایی است؛ بنابراین اجازه می‌دهد اصلاحات موضعی کنترل شده در سطح ایمپلنت بدون اینکه دچار تغییرات ریز ساختاری به دلیل تنش‌های زیادی که توسط ماشین کاری ایجاد شده را فراهم کند. به عنوان مثال زیرکونیا، به دلیل تنش‌های زیادی که توسط ماشین کاری ایجاد شده‌است، می‌تواند دچار تغییرات ریز ساختاری شود. طی مطالعات که گزارش شده‌است هیدروکسی آپاتیت با عملیات لیزر می‌تواند ساختار شیمیایی خودش را اصلاح کند. از بین رفتن تبلور و تبدیل هیدروکسی آپاتیت به فسفات دیگر می‌تواند خواص بیولوژیکی خود را تغییر دهد. از طرف دیگر، اصلاح شیمیایی هیدروکسی آپاتیت با لیزر می‌تواند ساختار چند فاز ایجاد کرده و هدایت استخوانی در مواد زیستی را بهبود بخشد.

## پارامترهای لیزر

### طول موج
طول موج اشعه لیزر یکی از مهمترین پارامترهای اشعهٔ لیزر است که تأثیر زیادی بر نحوهٔ برهمکنش پرتو و بافت هدف دارد. طول موج معمولاً بر حسب نانومتر، میکرومتر و گاهی آنگستروم بیان می‌گردد.

### عرض پالس
چنانچه می‌دانیم، سیستم‌های لیزری از نظر پیوسته یا گسسته بودن پرتو خروجی به دو گروه لیزرهای پیوسته و پالسی تقسیم می‌شوند. پالسی بودن خروجی به معنای آن است که در زمان TD خروجی برقرار و سپس برای مدت زمان خروجی قطع گردد. در این رابطه T پریود خروجی، و معکوس فرکانس است. این فرکانس (f) با فرکانس موج الکترومغناطیس در لیزر متفاوت است. زمان TD عرض پالس خوانده می‌شود و از عوامل مهم و تعیین‌کننده در برهمکنش پرتو لیزر با بافت است.

### توان پرتو خروجی لیزر
توان پرتو برابر انرژی داده شده در واحد زمان (ثانیه) است و بر حسب وات (W) بیان می‌شود.

### چگالی انرژی
چگالی انرژی به معنای مقدار انرژی داده شده به هر سانتی‌متر مربع از بافت هدف است که بر حسب J/Cm 2 بیان می‌شود که برابر رابطه روبرو است:
انرژی چگالی=E/A

### چگالی توان
به معنی مقدار توان متمرکز شده در هر سانتی‌متر مربع از بافت هدف است که بر حسب W/Cm 2 اندازه‌گیری می‌شود که طبق رابطه روبرو است:
توان چگالی=P/A

### اندازه لکه کانونی
اندازه لکه کانونی لیزر، همان قطر لکه کانونی لیزر است که معمولاً بر حسب میلی‌متر (mm) بیان می‌گردد.

## برهمکنش لیزر با سطح مواد
اصلاح سطح لیزر معمولاً توپوگرافی، ترکیب فاز و ریزساختار زیرلایه یک ماده را اصلاح می‌کند تا خواص سطح آن را بهبود بخشد. هنگامی که لیزر بر زیرلایه یک ماده برخورد می‌کند، تابش‌های لیزر توسط الکترون‌های رسانایی نزدیک به سطح (در محدوده نانومتر) جذب می‌شوند. این الکترون‌های برانگیخته با یون‌های شبکه برخورد کرده و به سرعت گرما تولید می‌کنند. گرمای تولید شده در این لایه نازک به زیر لایه بالک هدایت می‌شود. این امر باعث گرم شدن سریع یک لایه از مواد با ضخامت بیشتر از عمق جذب تابش مشخصه می‌شود. به محض متوقف شدن تابش لیزر، زیر لایه ماده در اثر انتقال حرارت سرد می‌شود. میزان تغییراتی که در فاز، توپوگرافی و ریزساختار به‌وجود می‌آید به رفتار و نوع ماده تابش شده، حداکثر دما بدست آمده و میزان گرمایش تجربه شده بستگی دارد؛ که این عوامل به چگالی پرتو خروجی لیزر و زمان برهمکنش بین لیزر و زیر لایه بستگی دارد.